# Departamentul Bilma
Departamentul Bilma este un departament din  regiunea Agadez, Niger, cu o populație de 17.080 locuitori (2001).